# Jonquerets-de-Livet
Jonquerets-de-Livet är en kommun i departementet Eure i regionen Normandie i norra Frankrike. Kommunen ligger i kantonen Beaumesnil som tillhör arrondissementet Bernay. År 2018 hade Jonquerets-de-Livet 342 invånare.

## Befolkningsutveckling
Antalet invånare i kommunen Jonquerets-de-Livet
Referens:INSEE